# Delta Pavonidy
delta Pavonidy (δ Pavonidy, DPA) – rój meteorów aktywny od 11 marca do 16 kwietnia. Jego radiant znajduje się w gwiazdozbiorze Pawia. Maksimum roju przypada na 30 marca, jego aktywność jest niska, a obfitość roju wynosi 5 meteorów/h. Prędkość meteorów roju wynosi 58 km/s. Delta Pavonidy są rojem związanym najprawdopodobniej z kometą C/1907 G1 (Grigg-Mellish). Odkrycie roju delta Pavonidów przypisuje się M. Buhagiarowi w Zachodniej Australii, który w latach 1969-1980 obserwował ten rój sześciokrotnie.